# Phyconomus marinum
Phyconomus marinum es una especie de coleóptero de la familia Monotomidae. Es la única especie del género Phyconomus.

## Distribución geográfica
Habita en California (Estados Unidos).